# Фажол (Тарн и Гарона)
Фажол (фр. Fajolles) насеље је и општина у јужној Француској у региону Миди Пирене, у департману Тарн и Гарона која припада префектури Кастелсаразен.
По подацима из 2011. године у општини је живело 100 становника, а густина насељености је износила 10,73 становника/km². Општина се простире на површини од 9,32 km². Налази се на средњој надморској висини од 163 метара (максималној 186 m, а минималној 99 m).

## Демографија
| 1962. | 1968. | 1975. | 1982. | 1990. | 1999. | 2011. |
| ----- | ----- | ----- | ----- | ----- | ----- | ----- |
| 123   | 124   | 107   | 96    | 81    | 77    | 100   |

График промене броја становника у току последњих година